# Grand Sierra Resort and Casino
Le Grand Sierra Resort and Casino est un hôtel-casino américain situé à Reno, au Nevada. Il a ouvert le 3 mai 1978 sous le nom de MGM Grand Reno.
Le système d'air conditionné du bâtiment est alimenté par les eaux du fond du lac artificiel qui se situe sur la propriété du casino.
En 2011, le casino est racheté par Alex Meruelo qui investit plus de 330 millions de dollars en 10 ans dans sa rénovation et son développement.